# Józef Reinhold
Józef Reinhold – podporucznik Jazdy Krakusów w powstaniu listopadowym.
21 sierpnia 1831 przydzielony do oficerskiej gwardii honorowej. Wzięty do niewoli rosyjskiej, zesłany do Urzumu w guberni wiackiej.